# ソレンティナメ列島
ソレンティナメ列島（ソレンティナメれっとう、英: Solentiname Islands）は、ニカラグアのニカラグア湖に位置する列島である。リオ・サン・フアン県に属する。ソレンティナメ諸島（ソレンティナメしょとう）とも。

## 概要
マンカロン、マンカロンシータ、サンフェルナンド、ラ・ヴェナダの比較的大きな4つの島と32の小さな島や岩礁で構成される。列島の最高地点はマンカロン島にあり、海抜257 mである。
火山島を起源としており、列島全体がニカラグアの自然保護区となっている。
総面積190 km2、人口約1,000人。

## 名前
ソレンティナメの名前の由来には諸説あり、「ウズラの住処」を意味するナワトル語もしくは「多くの客がいる所」を意味するナワトル語であるCelentinametlに由来すると考えられている。